# Louis-Ferdinand Céline
Louis-Ferdinand Destouches, poznatiji pod pseudonimom Louis-Ferdinand Céline, (27. svibnja 1894. – 1. srpnja 1961.), francuski liječnik i pisac, poznat po romanu Putovanje nakraj noći.

## Životopis
Louis-Ferdinand Destouches rođen je 27. svibnja 1894. u gradu Courbevoie, nedaleko od Pariza.  Otac mu je (kao i djed) završio studij književnosti dok mu je majka bila trgovkinja.  Obitelj mu je pripadala nižoj građanskoj klasi.  Djetinjstvo je proveo u Parizu gdje se i školovao; radi usavršavanja za posao trgovca, neko vrijeme je proveo i u Njemačkoj i Engleskoj.  
1912. dragovoljno odlazi u vojsku; 1914. godine je imao čin konjičkog dočasnika.  Iste godine je teško ranjen u ruku za što je dobio odlikovanje.  Nesposoban za nastavak vojničke službe radi razne druge poslove.  1915. se zapošljava u uredu za putovnice u Londonu gdje se ženi Francuskinjom Suzanne Nebout; ubrzo je napušta, a brak nikada nije ni registriran u francuskom konzulatu.  Nakon toga putuje u Kamerun kao zaposlenik šumarske kompanije.  1918. godine, iscrpljen od malarije i dizenterije, vraća se u Francusku.  Sljedeće godine se ženi Edith Follet s kojom ima kći Collete.  1920. upisuje Medicinski fakultet, a doktorsku titulu stječe 1924. Bavi se znanstvenim radom i otvara privatnu liječničku ordinaciju.  Nakon nekog vremena napušta obitelj i zapošljava se kao liječnik u Društvu naroda.  Mnogo putuje, boravi u Africi, istražuje radne uvjete u Fordovoj tvornici u Detroitu.  
S američkom plesačicom Elisabeth Craig, 1928. godine, vraća se u Francusku; u Parizu otvara privatnu ordinaciju.  1932. pod pseudonimom Céline (krsno ime bake) objavljuje roman Putovanje nakraj noći koji doživljava priličan uspjeh.  Sljedeće godine ga Elisabeth napušta, a on je kasnije pronalazi u Kaliforniji, udanu za židovskog odvjetnika.  I dalje mnogo putuje.  1935. u Parizu upoznaje 23-godišnju plesačicu, Lucette Almanzor, s kojom se kasnije ženi i ostaje do kraja života.  
1936. objavljuje roman Smrt na poček, također dobro prihvaćen od publike.  Iste godine putuje u Sovjetski Savez, a zbog nezadovoljstva neuspjelim putovanjem i staljinističkim sustavom piše antikomunistički pamflet Mea culpa.  U napetom predratnom ozračju nastavlja s objavljivanjem pacifističkih i antisemitskih pamfleta u kojima tvrdi da je novi rat dio judeo-marksističke urote (Trice za jedno krvoproliće i Škola za leševe).  Célineov antisemitizam je, doduše, predmet sporova jer je etiketu "Židov" autor bio sklon lijepiti svakome, pa i samom Hitleru, a i općenito je bio sklon mizantropiji.  Zbog iznošenja ovakvih stavova još prije rata je doživljavao razne neugodnosti.  
Početak rata dočekao je kao liječnik na francuskom bojnom brodu, kasnije je nastavio s liječenjem francuskih izbjeglica, a radio je i u poliklinici u Bezonsu.  1943. objavljuje roman Guignol's band.  Iako nije bio posebno povezan s okupatorima, a ekstremnoj desnici je smetao njegov pacifizam, među pripadnicima Pokreta otpora je smatran izdajnikom i kolaboracionistom.  Da bi izbjegao predviđenu kaznu, početkom savezničkih operacija sa ženom bježi u Njemačku.  U bijegu se pridružuje članovima i pristašama višijevske vlade te usput pomaže njihovim ranjenicima.  Kroz razorenu Njemačku se uspio probiti do Danske, gdje je već prije smjestio svoju ušteđevinu.
Od Danske je već krajem 1945. zatraženo Célineovo uhićenje i izručenje.  Vlasti su ga uhitile i 14 mjeseci je proveo u danskim zatvorima nakon čega je pušten zbog lošeg zdravlja.  Vrijeme je provodio sa ženom u maloj kolibi na baltičkoj obali.  1950. je u Francuskoj osuđen na godinu dana zatvora i konfiskaciju imovine.  Mnogi intelektualci angažiraju se da bi mu pomogli.  1951. dobiva amnestiju i sa ženom se vraća u Francusku.  Opet otvara privatnu ordinaciju nedaleko od Pariza, živi vrlo povučeno i nastavlja s pisanjem.  Njegove radove objavljuje vodeća izdavačka kuća Gallimard iako u javnosti nisu dobro primljeni.  Umro je 1. srpnja 1961.

## Djela
- Život i djelo Philippea Ignacea Semmelweisa (La vie et l'oeuvre de Philippe-Ignance Semmelweiss, 1924.) – doktorska disertacija
- Putovanje nakraj noći (Voyage au bout de la nuit, 1932.)
- Smrt na poček (Mort à crédit, 1936.)
- Mea culpa (1936.)
- Trice za jedno krvoproliće ( Bagatelle pour un massacre, 1937.)
- Škola za leševe (l'École des cadavres, 1938.)
- les Beaux Draps’’ (1941.)
- Guignol's Band (1944.)
- Casse-pipe (1949.)
- Vilinske čarolije za neki drugi put (Féerie pour une autre fois 1952.)
- Normance / Féerie II  (1954.)
- Za dvorcem dvorac (D'un château l'autre, 1957.)
- Sjever (Nord, 1960.)
- Guignol's band II / Le pont de Londres (1964.)
- Rigodon  (1969.) – postumno izdanje